# Direction (géométrie)
Cet article court présente un sujet plus développé dans : Espace affine et Parallélisme (géométrie).

Droites et vecteurs ayant même direction.

En géométrie classique, la notion de direction est liée à celle de parallélisme. On dit ainsi que deux droites ont même direction si elles sont parallèles. Ceci conduit à une autre approche de la notion de direction de droite par la notion de relation d'équivalence : la direction d'une droite est l'ensemble des droites qui lui sont parallèles, c'est la classe d'équivalence de cette droite pour la relation d'équivalence « est parallèle à ».
En géométrie affine, la direction d'un sous-espace affine est son sous-espace vectoriel associé. 
On parle de même de direction de plan : deux plans ont même direction s'ils sont parallèles. 
Contrairement au langage courant, la direction d'une droite caractérise seulement  sa position relative dans l'espace et non son sens de parcours. Le sens de parcours est indiqué par le choix d'une orientation sur la droite. La direction d'un vecteur non nul est la direction de la droite qui lui sert de support. 
Dans un plan muni d'un repère cartésien, une droite d'équation x = c a même direction que l'axe des ordonnées, et la direction d'une droite d'équation y = mx + p est caractérisée par son coefficient directeur m : deux droites non parallèles à l'axe des ordonnées ont même direction si et seulement si elles ont même coefficient directeur.